# Sarah Brightman In Concert
Sarah Brightman In Concert es una gira de la cantante británica Sarah Brightman que comprende 6 conciertos en México y 7 en Sudamérica.
La gira comienza en el Festival Internacional de Chihuahua y concluye con un concierto en las majestuosas ruinas arqueológicas de Chichén Itzá, denominado el Concierto de la Pirámide,  donde fue acompañada por la Orquesta Sinfónica de Yucatán bajo la dirección de Paul Bateman, el tenor Erkan Aki y el contratenor Fernando Lima.

## Fechas
- 02-OCT-2009 — Ciudad Juárez, CH, MX — Festival Internacional Chihuahua (Estadio Olímpico Benito Juárez)
- 05-OCT-2009 — Ciudad de México, DF, MX — Auditorio Nacional
- 07-OCT-2009 — Puebla, PB, MX — Auditorio Siglo XXI
- 09-OCT-2009 — Guadalajara, JL, MX — Auditorio Telmex
- 11-OCT-2009 — Monterrey, NL, MX — Arena Monterrey
- 14-OCT-2009 — Caracas, VE — Teatro Teresa Carreno
- 16-OCT-2009 — Santiago, CL — Movistar Arena
- 17-OCT-2009 — Buenos Aires, AR — Luna Park
- 20-OCT-2009 — São Paulo, BR — Credicard Hall
- 21-OCT-2009 — São Paulo, BR — Credicard Hall
- 23-OCT-2009 — Río de Janeiro, BR — Citibank Hall
- 26-OCT-2009 — Lima, PE — Jockey Club
- 28-OCT-2009 — Bogotá, CO — Coliseo Campin
- 31-OCT-2009 — Chichen Itza, YN, MX — Templo de Kukulkán

## Listado de canciones
Acto I
1. Sanvean Instrumental
2. Gothica / Fleurs Du Mal
3. Symphony
4. It's A Beautiful Day
5. Interlude: Forbidden Colours Instrumental
6. What A Wonderful World
7. Dust In The Wind
8. Who Wants To Live Forever
9. Hijo De La Luna
10. La Luna
11. Interlude: Sarahbande Instrumental
12. Anytime, Anywhere
13. Nella Fantasia
14. Canto Della Terra con Erkan Aki
15. Sarai Qui con Erkan Aki
16. Nessun Dorma

Intermedio de 20 minutos
Acto II
1. Harem
2. Stranger In Paradise
3. Interlude: Billitis Générique  "Instrumental"
4. Scarborough Fair
5. He Doesn't See Me
6. A Whiter Shade Of Pale
7. Pasión con Fernando Lima
8. Ave Maria con Fernando Lima
9. Wishing You Were Somehow Here Again
10. The Phantom Of The Opera con Erkan Aki"
11. Time To Say Goodbye
12. Encore: Deliver Me
13. Encore: A Question Of Honour

- Datos: Q11703608